# Хамдог
Хамдогът е австралийски сандвич, който се състои от оформен симид с говеждо месо, разрязано на две, и кренвирш, поставен между двете половини, който след това се допълва със сирене, кисели краставички, сосове, домати, маруля и лук. Името е съставено от две думи – хамбургер и хотдог.

## История
Австралиецът Марк Мъри Изобретява един вид хамдог през 2004 г. Неговата версия съдържа говеждо месо, разрязано на две, с кренвирш, поставен между двете половини, след което се залива със сирене, кисели краставички, сосове, домати, маруля и лук. Той получава американски патент за дизайн за специално оформения симид през 2009 г.